# Bill Spooner
William "Sputnik" Spooner (Arizona, 16 mei 1949) is een Amerikaans musicus. Spooner was een van de oprichters van The Tubes en was jarenlang het belangrijkste creatieve brein achter de groep. Na het floppen van het album Love Bomb bracht hij het soloalbum First Chud uit, om in 1989 de band te verlaten. Hij speelde daarna in tijdelijke bands als Sponge Mummies en SNAFU. In 1996 bracht hij het soloalbum Mall to Mars uit. 
Toen The Tubes in 1993 werden heropgericht was Spooner de grote afwezige. Tegenwoordig vormt hij een duo met zijn zoon Boone, waarmee hij in 2005 eenmalig het voorprogramma voor zijn voormalige band verzorgde.
- Biblioteca Nacional de España: XX1567338
- International Standard Name Identifier: 0000 0000 6007 2648
- MusicBrainz: 9dcb787c-574d-48e3-b86a-68847ffd8185
- Virtual International Authority File: 20149294235180521160